# SFAS 157
SFAS 157은 2006년 9월 미국의 재무 회계 기준위원회 (FASB,Financial Accounting Standards Board)가 다음 성명을 통해 발표한 공정가치측정(Fair Value Measurements) 표준이다.
“defines fair value, establishes a framework for measuring fair value in generally accepted accounting principles (GAAP), and expands disclosures about fair value measurements.”
“공정 가치를 정의하고 일반적으로 통용되는 회계 원칙{GAAP)에 따라 공정 가치를 측정하기 위한 틀을 확립하는 재무 회계 기준서(SFAS) 157 : 공정 가치 측정(Fair Value Measurements)을 공표합니다. "
이러한 일부 내용을 포함하는 성명서는 2007년 11월 15일 이후에 시작되는 재무보고 회계 기간과 적용 가능한 중간 기간에 유효하도록 했다.

## 같이 보기
- IFRS
- K-GAAP